# Saurauia gigantifolia
Saurauia gigantifolia är en tvåhjärtbladig växtart som beskrevs av Eduardo Quisumbing y Argüelles. Saurauia gigantifolia ingår i släktet Saurauia och familjen Actinidiaceae. Inga underarter finns listade i Catalogue of Life.